# Europawahl in Griechenland 2009
- KKE: 2
- SYRIZA: 1
- Grüne: 1
- PASOK: 8
- ND: 8
- LAOS: 2

Die Europawahl in Griechenland 2009 fand am Sonntag, dem 7. Juni statt. Sie wurde im Zuge der EU-weit stattfindenden Europawahl 2009 durchgeführt, wobei in Griechenland 22 der 736 Sitze im Europäischen Parlament vergeben wurden.
Der Anteil der Nichtwähler stieg auf 47,4 %. Auch die Teilnahme griechischer Einwohner anderer Länder der Europäischen Union an den Wahlen ließ nach (es wählten 25.888 Wähler von 36.413 bei lokalen Botschaften und Konsulaten).
Wahlsieger wurde die sozialdemokratische PASOK mit 36,7 %, gefolgt von der konservativen Nea Dimokratia (ND) mit 32,3 %.

## Wahlsystem
In Griechenland gibt es eine reine Verhältniswahl nach Listen. Die Sitze verteilen sich auf alle Parteien oder Listenverbindungen im Verhältnis zur Gesamtzahl der Stimmen im ganzen Land. Nach einer 3-Prozent-Sperrklausel bekommen nur die Listen Sitze, auf die mehr als 3 % der gültigen Stimmen entfallen.
Wie in den meisten Mitgliedsländern verringerte sich die Zahl der zu entsendenden Abgeordneten, in Griechenland von 24 auf 22.

## Parteien
An den Wahlen nahmen 27 Parteien und Listenverbindungen mit einem einheitlichen Stimmzettel in allen Wahlbezirken teil.
Der erste Senat des Obersten Gerichtshofs (Areopag) erkannte am 24. Mai die Parteien und Listenverbindungen an, die die rechtlichen Voraussetzungen für die Teilnahme an Wahlen zum Europäischen Parlament erfüllten. Der Areopag ließ von den Parteien und Listenverbindungen, die die Zulassung zur Europawahl beantragt hatten, sieben Parteien nicht zu (Demokraten, Partei des verantwortlichen Bürgers, Bauern und Arbeiter-Bewegung Griechenlands (PA.E.K.E.), Alternative Ökologen, Partei des Aufstands der Rentner Griechenlands, Politische griechisch-europäische Tierschutz-Bewegung, Ökologische Tierschützer Griechenlands), während einer Parteienverbindung (SYRIZA) die Beteiligung von sieben Parteien nicht gestattet wurde (DIKKI, Aktive Bürger-Bewegung, Bewegung für die Einheit der Aktion der Linken, Rot, Xekinima, Ökosozialisten Griechenlands, Gruppe ROZA).
| Partei                                                            | Name                                                                  | Parteichef               |
| ----------------------------------------------------------------- | --------------------------------------------------------------------- | ------------------------ |
| Panellinio Sosialistiko Kinima (PASOK)                            | Πανελλήνιο Σοσιαλιστικό Κίνημα (ΠΑ.ΣΟ.Κ.)                             | Giorgos Papandreou       |
| Nea Dimokratia (ND)                                               | Νέα Δημοκρατία (Ν.Δ.)                                                 | Kostas Karamanlis        |
| Kommounistiko Komma Elladas (KKE)                                 | Κομμουνιστικό Κόμμα Ελλάδας (ΚΚΕ)                                     | Aleka Papariga           |
| Laikos Orthodoxos Synagermos (LAOS)                               | Λαϊκός Ορθόδοξος Συναγερμός (ΛΑ.Ο.Σ.)                                 | Georgios Karatzaferis    |
| Synaspismos Rizospastikis Aristeras (SYRIZA)                      | Συνασπισμός Ριζοσπαστικής Αριστεράς (ΣΥ.ΡΙΖ.Α.)                       | Alexis Tsipras           |
| Ikologi Prasini (OP)                                              | Οικολόγοι Πράσινοι (Ο.Π.)                                             | Lenkungsausschuss        |
| Panellinio Makedoniko Metopo (PAMME)                              | Πανελλήνιο Μακεδονικό Μέτωπο (ΠΑ.Μ.ΜΕ.)                               | Stelios Papathemelis     |
| Komma Ellinon Kynigon                                             | Κόμμα Ελλήνων Κυνηγών                                                 | Giorgos Tsankanelias     |
| Drasi                                                             | Δράση                                                                 | Lenkungsausschuss        |
| Ikologi Elladas                                                   | Οικολόγοι Ελλάδας                                                     | Konstantinos Papanikolas |
| Ellines Ikologi                                                   | Έλληνες Οικολόγοι                                                     | Dimosthenis Vergis       |
| Chrysi Avgi                                                       | Χρυσή Αυγή                                                            | Nikolaos Michaloliakos   |
| Antikapitalistiki Aristeri Synergasia gia tin Anatropi (ANTARSYA) | Αντικαπιταλιστική Αριστερή Συνεργασία για την Ανατροπή (ΑΝΤ.ΑΡ.ΣΥ.Α.) | Lenkungsausschuss        |
| Enosi Kendroon                                                    | Ένωση Κεντρώων                                                        | Vasilis Levendis         |
| Marxistiko-Leninistiko Kommounistiko Komma Elladas (ML-KKE)       | Μαρξιστικό-Λενινιστικό Κομμουνιστικό Κόμμα Ελλάδας (Μ-Λ ΚΚΕ)          | Lenkungsausschuss        |
| Laikes Enosis Yperkommatikon Kinonikon Omadon (LEYKO)             | Λαϊκές Ενώσεις Υπερκομματικών Κοινωνικών Ομάδων (Λ.Ε.Υ.Κ.Ο.)          | Konstantinos Dalios      |
| Kinonia – Politiki Parataxi Synechiston tou Kapodistria           | Κοινωνία - Πολιτική Παράταξη Συνεχιστών του Καποδίστρια               | Manolis Voloudakis       |
| Elliniko Kinima Amesis Dimokratias                                | Ελληνικό Κίνημα Άμεσης Δημοκρατίας                                    | Giorgos Kokkas           |
| Komma Fileleftheron                                               | Κόμμα Φιλελευθέρων                                                    | Manolis Kalligiannis     |
| Komma Neon                                                        | Κόμμα Νέων                                                            | Kyriakos Topsoglou       |
| Ergatiko Epanastatiko Komma – Trotzkistes (EEK)                   | Εργατικό Επαναστατικό Κόμμα - Τροτσκιστές (Ε.Ε.Κ.)                    | Zentralkomitee           |
| Agonistiko Sosialistiko Komma Elladas (ASKE)                      | Αγωνιστικό Σοσιαλιστικό Κόμμα Ελλάδας (Α.Σ.Κ.Ε.)                      | Verwaltungsausschuss     |
| Ouranio Toxo                                                      | Ουράνιο Τόξο                                                          | Stavros Anastasiadis     |
| Fileleftheri Symmachia                                            | Φιλελεύθερη Συμμαχία                                                  | Fotis Perlikos           |
| Elliniki Enotita                                                  | Ελληνική Ενότητα                                                      | Vasilis Protopapas       |
| Organosi gia tin Anasynkrotisi tou KKE (OAKKE)                    | Οργάνωση για την Ανασυγκρότηση του ΚΚΕ (Ο.Α.Κ.Κ.Ε.)                   | Lenkungsausschuss        |
| Patriotko Anthropistiko Kinima                                    | Πατριωτικό Ανθρωπιστικό Κίνημα                                        | Giorgos Dontas           |

## Ergebnis
| Listen                                                  | Stimmen    | %    | Mandate |
| ------------------------------------------------------- | ---------- | ---- | ------- |
| Panellinio Sosialistiko Kinima                          | 1.879.229  | 36,6 | 8       |
| Nea Dimokratia                                          | 1.656.085  | 32,3 | 8       |
| Kommounistiko Komma Elladas                             | 428.151    | 8,3  | 2       |
| Laikos Orthodoxos Synagermos                            | 366.616    | 7,1  | 2       |
| Synaspismos Rizospastikis Aristeras                     | 240.971    | 4,7  | 1       |
| Ikologi Prasini                                         | 178.960    | 3,5  | 1       |
| Panellinio Makedoniko Metopo                            | 65.141     | 1,3  | –       |
| Komma Ellinon Kynigon                                   | 64.824     | 1,3  | –       |
| Drasi                                                   | 38.908     | 0,8  | –       |
| Ikologi Elladas                                         | 33.292     | 0,6  | –       |
| Ellines Ikologi                                         | 31.165     | 0,6  | –       |
| Chrysi Avgi                                             | 23.609     | 0,5  | –       |
| Antikapitalistiki Aristeri Synergasia gia tin Anatropi  | 21.988     | 0,4  | –       |
| Enosi Kendroon                                          | 19.686     | 0,4  | –       |
| Marxistiko-Leninistiko Kommounistiko Komma Elladas      | 13.138     | 0,3  | –       |
| Laikes Enosis Yperkommatikon Kinonikon Omadon           | 10.488     | 0,2  | –       |
| Kinonia – Politiki Parataxi Synechiston tou Kapodistria | 7.934      | 0,2  | –       |
| Elliniko Kinima Amesis Dimokratias                      | 7.928      | 0,2  | –       |
| Komma Fileleftheron                                     | 6.489      | 0,1  | –       |
| Komma Neon                                              | 6.205      | 0,1  | –       |
| Ergatiko Epanastatiko Komma – Trotzkistes               | 6.042      | 0,1  | –       |
| Agonistiko Sosialistiko Komma Elladas                   | 5.618      | 0,1  | –       |
| Ouranio Toxo                                            | 4.512      | 0,1  | –       |
| Fileleftheri Symmachia                                  | 4.319      | 0,1  | –       |
| Elliniki Enotita                                        | 3.001      | 0,1  | –       |
| Organosi gia tin Anasynkrotisi tou KKE                  | 2.797      | 0,1  | –       |
| Patriotko Anthropistiko Kinima                          | 800        | 0,0  | –       |
| Gesamt                                                  | 5.127.896  | 100  | 22      |
|                                                         |            |      |         |
| Ungültige Stimmen                                       | 133.853    | 2,5  |         |
| Wähler                                                  | 5.261.749  | 52,5 |         |
| Wahlberechtigte                                         | 10.014.795 |      |         |
|                                                         |            |      |         |
| Quelle: Innenministerium                                |            |      |         |

## Fraktionen im Europäischen Parlament
| Partei                         | Partei                              | Mandate | Fraktion |
| ------------------------------ | ----------------------------------- | ------- | -------- |
|                                | Panellinio Sosialistiko Kinima      | 8 / 22  | S&D      |
|                                | Nea Dimokratia                      | 8 / 22  | EVP      |
|                                | Kommounistiko Komma Elladas         | 2 / 22  | GUE/NGL  |
|                                | Laikos Orthodoxos Synagermos        | 2 / 22  | EFD      |
|                                | Synaspismos Rizospastikis Aristeras | 1 / 22  | GUE/NGL  |
|                                | Ikologi Prasini                     | 1 / 22  | G/EFA    |
|                                |                                     |         |          |
| Quelle: Europäisches Parlament |                                     |         |          |

## Hochburgen und kleinste Stimmenanteile der Parteien
- PASOK bekam in der Präfektur Iraklio 57,63 %, in der Präfektur Lakonien 29,33 %,
- Nea Dimokratia in der Präfektur Kastoria 45 %, in Piräus (2. Wahlkreis) 21,78 %,
- KKE in der Präfektur Samos 19,17 %, in der Präfektur Evrytania 3,86 %
- LAOS in der Präfektur Iraklio 9,82 %, in der Präfektur Thessaloniki 3,21 %,
- SYRIZA in Athen (1. Wahlkreis) 7,14 %, in der Präfektur Evros 2,66 %,
- Ikologiki/Prasini in Athen (2. Wahlkreis) 4,99 %, in der Präfektur Pella 1,85 %.

## Gewählte Abgeordnete
- PASOK (8)
  1. Giorgos Papakonstantinou
  2. Sylvana Rapti
  3. Stavros Lambrinidis
  4. Chrysoula Saatsoglou
  5. Giorgos Stavrakakis
  6. Marilena Koppa
  7. Annie Podimata
  8. Kriton Arsenis
- Nea Dimokratia (8)
  1. Marietta Giannakou
  2. Rodi Kratsa
  3. Giorgos Papastamkos
  4. Konstantin Poupakis
  5. Thodoros Skylakakis
  6. Giorgos Koumoutsakos
  7. Giorgos Papanikolaou
  8. Giannis Tsoukalas
- KKE (2)
  1. Thanasis Pafilis
  2. Giorgos Toussas
- LAOS (2)
  1. Niki Tzavella
  2. Athanasios Plevris
- SYRIZA (1)
  1. Nikos Chountis
- Ökologen/Grüne (1)
  1. Michalis Tremopoulos